# MacKenzie Intervale Ski Jumping Complex
MacKenzie Intervale Ski Jumping Complex – kompleks skoczni narciarskich w miejscowości Lake Placid w stanie Nowy Jork. Na kompleks składają się skocznie: K115, K90, K48, K20, K10.
W 1932 i 1980 roku na skoczni odbyły się zimowe igrzyska olimpijskie. W 2005 roku odbyły się na niej zawody Pucharu Kontynentalnego. W lutym 2023 rekord skoczni ustanowił Ryōyū Kobayashi. Rekordzistą skoczni normalnej jest Andrew Osadetz.
W latach 80. na skoczniach regularnie odbywały się zawody Pucharu Świata. Po raz ostatni zorganizowano je w sezonie 1990/1991. W latach 2005–2007 na skoczni normalnej rozgrywano zawody Pucharu Kontynentalnego kobiet, a w roku 2015 zawody FIS Cup mężczyzn w skokach narciarskich. Na skoczniach rozgrywane są też zawody mistrzostw USA.
Kompleks ulokowany jest po wschodniej stronie wioski olimpijskiej. Jest to centrum sportów zimowych na wschodzie Stanów Zjednoczonych.
W 2019 roku rozpoczęto przebudowę kompleksu ze względu na organizację Zimowej Uniwersjady 2023. Modernizacja została zakończona w 2021 roku.
W lutym 2023 odbyły się tu pierwsze zawody Pucharu Świata w skokach narciarskich po 33 latach przerwy. W trakcie tych zawodów Japończyk Ryōyū Kobayashi ustanowił rekord skoczni wynoszący 136 metrów.
7 lutego 2025 Pola Bełtowska skokiem na odległość 131 metrów ustanowiła nowy kobiecy rekord dużej skoczni oraz wyrównała rekord Polski w długości skoku oddany w zawodach FIS.

## Historia
Już w okolicach lat 1904-1905 działalność w skokach narciarskich rozpoczął Lake Placid Club i zbudował kilka małych skoczni narciarskich. We wczesnych latach, około 1917 r., na Golf Hill znajdowały się dwie skocznie o wielkości 10 i 20 metrów. Przygotowana do zawodów 35-metrowa skocznia na Intervales została zbudowana w latach 1920–21 za 1736 USD i zainaugurowana z udziałem 3000 widzów 21 lutego 1921 r. Rekordową odległość 124 stóp uzyskał Antony Maurer. Ponadto klub sportowy Lake Placid miał wówczas także 15 i 35-metrowe skocznie narciarskie w mieście, niedaleko stadionu olimpijskiego.
Już w 1923 r. skocznia narciarska Intervales została powiększona do rozmiaru K50, a w 1927 r. rozpoczęto prace modernizacyjne pod Zimowe Igrzyska Olimpijskie 1932 za łączną kwotę około 35 000 USD. Najpierw postawiono nową, stalową wieżę najazdową o wysokości 20 metrów, a następnie w 1928 r. przedłużono ją o kolejne 3 metry. Ponadto zbudowano trybuny dla widzów wzdłuż zeskoku oraz wokół wybiegu skoczni K61, którą zaprojektował Godfrey Dewey. W zawodach olimpijskich w dniu 12 lutego 1932 roku około 10 000 widzów było świadkami potrójnego zwycięstwa Norwegów: Birger Ruud zdobył złoty medal przed Hansem Beckiem (który ustanowił rekord skoczni - 71,5 metra), oraz Kåre Walbergiem.
Duża skocznia została ponownie użyta bez większych zmian również na Mistrzostwach Świata w 1950 roku, gdzie Hans Bjørnstad zdobył tytuł mistrza świata w skokach narciarskich. Od połowy lat 50. XX wieku w Lake Placid odbywało się doroczne wydarzenie Kennedy Games, czasem z udziałem światowej klasy zawodników zagranicznych. Prawdopodobnie w 1965 r. skocznia została zmodernizowana jako K72, a w 1972 r. odbyła się tam Zimowa Uniwersjada.
W 1977 r. starą wieżę najazdową rozebrano, aby przebudować cały kompleks na potrzeby Zimowych Igrzysk Olimpijskich 1980. Skocznie narciarskie K86 i K114 ze stalowymi i żelbetowymi wieżami najazdowymi zaprojektował Marl Martitsch. Normalna skocznia została ukończona i zainaugurowana w grudniu 1978 r., a duża skocznia została ukończona w samą porę na olimpijskie zawody testowe w lutym 1979 r. Skocznie Intervale zostały następnie nazwane na cześć Ronalda Malcolma MacKenziego, który był przewodniczącym komitetu organizacyjnego ZIO, ale zmarł przed wydarzeniem w 1978 roku.
W latach 80. obie skocznie narciarskie dość często gościły skoczków w Pucharze Świata w skokach narciarskich, a na obiekcie K86, który w 1983 r. został pokryty igelitem odbywały się letnie zawody międzynarodowe. Mniej więcej w tym samym czasie postawiono igelitowe skocznie juniorskie K48, K20 i K10. Kolejnym ważnym wydarzeniem w kompleksie skoczni były Mistrzostwa Świata Juniorów w 1986 roku.
- Zimowe Igrzyska Olimpijskie 1932
- Zimowe Igrzyska Olimpijskie 1980
- Puchar Świata w skokach narciarskich w Lake Placid